# Sean Bean
Sean Bean, właśc. Shaun Mark Bean (ur. 17 kwietnia 1959 w Handsworth) – brytyjski aktor teatralny, filmowy i telewizyjny.

## Życiorys

### Młodość
Urodził się w Handsworth, dzielnicy miasta Sheffield w South Yorkshire, w dystrykcie Sheffield. Jego ojciec, Brian, był właścicielem fabryki, zaś matka, Rita (z domu Tuckwood), była sekretarką. Dorastał z młodszą siostrą, Lorraine.
W wieku 15 lat dołączył do klubu Croft House. Pracował tutaj przez dwa lata. W 1975, w wieku 16 lat opuścił Brook Comprehensive School. Pracował w supermarkecie, a następnie w lokalnym samorządzie i w firmie ojca. Uczęszczał do Granville College, a od 1979 do Rotherham College of Arts and Technology. Podczas nauki w Rotherham College zapisał się na kurs dramatyczny. Po kilku występach w college'ach i Rotherham Civic Theater w styczniu 1981 otrzymał stypendium w Royal Academy of Dramatic Art (RADA) w Londynie.

### Kariera

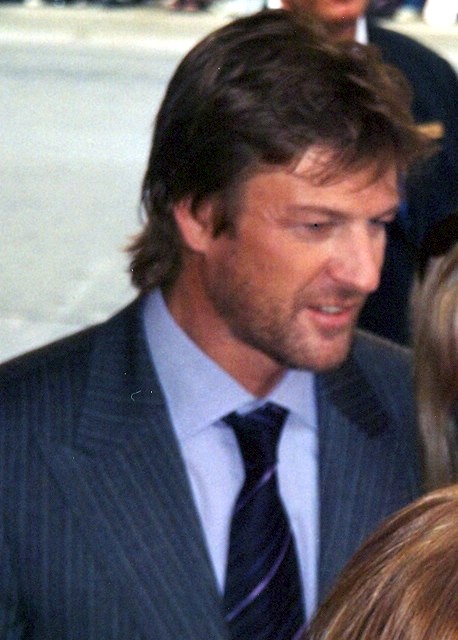
Sean Bean (2005)

W 1983 zadebiutował na scenie Watermill Theatre w Bagnor w roli Tybalta w tragedii szekspirowskiej Romeo i Julia. W latach 1986–1988 był członkiem Królewskiego Towarzystwa Szekspirowskiego (Royal Shakespeare Company) z siedzibą w Stratford-upon-Avon, grając w przedstawieniach, m.in. w komedii Sen nocy letniej. 
Po raz pierwszy wystąpił na ekranie jako Ranuccio Tomassoni w dramacie biograficznym w reżyserii Dereka Jarmana Caravaggio (1986) z Tildą Swinton. 
W filmie sensacyjno-kryminalnym Mike’a Figgisa Burzliwy poniedziałek (Stormy Monday, 1988) ze Stingiem, Melanie Griffith i Tommym Lee Jonesem pojawił się jako Brendan. W ekranizacji powieści Toma Clancy’ego Czas patriotów (Patriot Games, 1992) w reżyserii Phillipa Noyce’a z Harrisonem Fordem zagrał maniakalnego irlandzkiego radykała. Wcielił się w postać brytyjskiego żołnierza Richarda Sharpe’a w serii 16 filmów o jego przygodach, opartych na powieściach Bernarda Cornwella.
W 2017 został narratorem angielskiej wersji filmu IPNtv Niezwyciężeni (The Unconquered).

## Życie prywatne
Był pięciokrotnie żonaty. Ze związków ma trzy córki.
Bean cierpi na lęk przed lataniem.

## Filmografia
- Winter Flight (1984) jako Hooker
- Caravaggio (1986) jako Ranuccio
- Burzliwy poniedziałek (1988)
- Pole (1990) jako Tadgh McCabe
- Prince (1991) jako Jack Morgan
- Czas patriotów (1992) jako Sean Miller
- Strzelcy Sharpe’a (1993) jako Richard Sharpe
- Orzeł Sharpe’a (1993) jako Richard Sharpe
- Jakub (1994) jako Ezaw
- Scarlett (1994) jako lord Fenton
- Drużyna Sharpe’a (1994) jako Richard Sharpe
- Wróg Sharpe’a (1994) jako Richard Sharpe
- Honor Sharpe’a (1994) jako Richard Sharpe
- GoldenEye (1995) jako Alec Trevelyan
- Anna Karenina (1997) jako Vronsky
- Bravo Two Zero  (1998) jako sierżant Andy McNab
- Ronin (1998) jako Spence
- Chłopcy z Essex (2000) jako Jason Locke
- Nikomu ani słowa(2001) jako  Patrick Koster
- Władca Pierścieni: Drużyna Pierścienia (2001) jako Boromir
- Władca Pierścieni: Dwie wieże (2002) jako Boromir (wersja rozszerzona)
- Tom & Thomas (2002) jako Paul Sheppard
- Equilibrium (2002) jako Errol Partridge
- Wielka Pustka (2003) jako kowboj
- Troja (2004) jako Odyseusz
- Wyspa (2005) jako Merrick
- Skarb narodów (2005) jako Ian Howe
- Plan lotu (Flightplan, 2005) jako Captain Rich
- Silent Hill (2006) jako Christopher DaSilva
- Autostopowicz (2007) jako John Rider
- Eliminator (2007) jako Danny Bryant
- Crusoe (2008) jako James Crusoe
- Ca$h (2010) jako Pike Kubic/Reese Kubic
- Czarna śmierć (2010) jako Ulrich
- Percy Jackson i bogowie olimpijscy: Złodziej pioruna (2010) jako Zeus
- Czarna śmierć (2010) jako Ulric
- Gra o tron (2011) jako Eddard „Ned” Stark[2]
- Królewna Śnieżka (2012) jako Król
- Missing (2012) jako Paul Winstone
- Terrorysta (2012) jako Ewan
- Maski szpiega (2014) jako Martin Odum
- Jupiter: Intronizacja (2015) jako Stinger Apini
- Marsjanin (2015) jako Mitch Henderson
- Piksele (2015) jako kpr. Hill
- Mroczna rzeka (2017) jako Richard Bell
- Dron (2017) jako Neil Wistin
- Świat w ogniu: Początki[2] (2019) jako Douglas Bennett
- Possessor (2020) jako John Parse
- Sekret wilczej gromady (2020) jako Bill Goodfellowe (głos)
- Snowpiercer[2] (2020-2024) jako Joseph Wilford
- Rycerze Zodiaku (2023) jako Alman Kido